# Wola Center
Wola Center – kompleks biurowy klasy A, znajdujący się w Warszawie przy ulicy Przyokopowej 33, w bezpośrednim sąsiedztwie Muzeum Powstania Warszawskiego.
Wola Center jest jedną z kilku inwestycji powstających w miejscu rozebranego w 2011 budynku byłych Zakładów Wytwórczych Lamp Elektrycznych im. Róży Luksemburg, zlokalizowanych między ulicami Karolkową, Grzybowską, Przyokopową oraz Kasprzaka. Inwestorem jest LC Corp S.A. Budowę zakończono w październiku 2013, oficjalne otwarcie miało miejsce 5 listopada 2013.

## Projekt
Projekt biurowca powstał w pracowni architektonicznej Kuryłowicz & Associate i jest dziełem Stefana Kuryłowicza i Jacka Syropolskiego. Kompleks składa się z czterech niezależnych części: A (o wysokości 3 pięter), B (o wysokości 6 pięter) oraz C i D (o wysokości jedenastu pięter).
Inspiracją dla projektu elewacji jest kryształ i jego struktura. Elewacje zewnętrzne poprzez mniejszą ilość przeszkleń, mniejszą powierzchnię okien mają charakter bardziej zamkniętych. Poziome podziały – kamienne pasy nadają zespołowi budynków jednolity charakter. Fasady otwierające się na wewnętrzny dziedziniec są całkowicie przeszklone. W stosunku do elewacji zewnętrznych formują one wewnętrzną stronę struktury kryształu.
Wola Center ma wyróżniać się z otoczenia już z daleka, dzięki koncepcji budynku nawiązującej do struktury kryształu, która pozwoli, aby wygląd i barwa budynku zmieniały się w zależności od pory dnia i stopnia nasłonecznienia.
W dniu oficjalnego otwarcia biurowca przed budynkiem odsłonięto także pomnik Stefana Kuryłowicza autorstwa rzeźbiarza Krzysztofa Bednarskiego.

## Wola Center w liczbach
- 31 000 m² – całkowita powierzchnia budynku
- 27 572 m² – powierzchnia biurowa netto w budynku
- 12 – liczba kondygnacji naziemnych
- 2 – liczba kondygnacji podziemnych
- 1370-4527 m² – powierzchnia typowego piętra
- 319 – liczba miejsc parkingowych
- 12 – liczba wind